# Б'юкенен
Б'юкенен (англ. Buchanan) — місто в Ліберії. Адміністративний центр графства Гранд-Баса. Назване на честь Томаса Б'юкенена, першого губернатора Ліберії.

## Географія
Розташоване в центральній частині країни, в 110 км на південний схід від столиці країни, міста Монровія, недалеко від гирла річки Сант-Джон.

### Клімат
Місто знаходиться у зоні, котра характеризується мусонним кліматом. Найтепліший місяць — березень із середньою температурою 26.7 °C (80.1 °F). Найхолодніший місяць — серпень, із середньою температурою 24.2 °С (75.6 °F).
| Клімат Б'юкенена        | Клімат Б'юкенена | Клімат Б'юкенена | Клімат Б'юкенена | Клімат Б'юкенена | Клімат Б'юкенена | Клімат Б'юкенена | Клімат Б'юкенена | Клімат Б'юкенена | Клімат Б'юкенена | Клімат Б'юкенена | Клімат Б'юкенена | Клімат Б'юкенена | Клімат Б'юкенена |
| Показник                | Січ.             | Лют.             | Бер.             | Квіт.            | Трав.            | Черв.            | Лип.             | Серп.            | Вер.             | Жовт.            | Лист.            | Груд.            | Рік              |
| Середня температура, °C | 25,6             | 26,2             | 26,7             | 26,7             | 26,3             | 25,4             | 24,4             | 24,2             | 24,8             | 25,4             | 26               | 25,5             | 25,6             |
| Норма опадів, мм        | 29.2             | 41.4             | 81.4             | 133.4            | 249.8            | 454.2            | 464.8            | 511.5            | 540.5            | 302.1            | 134.3            | 57.2             | 2999.8           |
| Днів з опадами          | 2,5              | 3,4              | 7,1              | 10,6             | 18,7             | 21,6             | 21,8             | 23,5             | 24,3             | 20,7             | 13,6             | 5,9              | 173,7            |
| Вологість повітря, %    | 79.4             | 79.1             | 80.5             | 80.5             | 83.9             | 84.8             | 85.7             | 87               | 86.2             | 83.9             | 84.3             | 82.9             | 83.2             |
| ----------------------- | ---------------- | ---------------- | ---------------- | ---------------- | ---------------- | ---------------- | ---------------- | ---------------- | ---------------- | ---------------- | ---------------- | ---------------- | ---------------- |
| Джерело: Weatherbase    |                  |                  |                  |                  |                  |                  |                  |                  |                  |                  |                  |                  |                  |

## Економіка
Одна з основних галузей економіки — рибальство. У місті завершується залізниця, яка зараз не використовується, і йде від залізних рудників в графстві Німба.

## Населення
За даними на 2013 рік чисельність населення становить 35 688 осіб. Третє за величиною місто країни.
Динаміка чисельності населення міста по роках:
| 1984   | 1988   | 1993   | 2008   | 2013   |
| ------ | ------ | ------ | ------ | ------ |
| 24 000 | 29 000 | 25 000 | 34 270 | 35 688 |